# Южноморавский край
Южноморавский край (чеш. Jihomoravský kraj) — административная единица Чехии, расположен на юге исторической области Моравия.
Наряду с государственной границей со Словакией и Австрией, край граничит с Южночешским, Пардубицким, Оломоуцким, Злинским и Высочинским краями Чехии.
Административный центр края — город Брно.
Почти весь Южноморавский край находится на исторической территории Моравии. Исключением является поселение Йобова-Льгота в районе Бланско, которое является исторической частью Чехии, а также территория Валтицкого и треугольника в районе Бржецлав, который до 1920 года был частью Нижней Австрии.

## География
Гора Чупец (819 метров над уровнем моря) является самой высокой точкой региона, самая низкая точка расположена в месте впадения реки Дие в Мораву (150 метров выше уровня моря). В крае расположен национальный парк Подийи.

## Население
Всего в крае 673 населённых пункта, в том числе 48 городов. На площади 7196,5 км² проживает 1 163 508 человек (по переписи 2011 года). Плотность населения составляет 161,71 жителей на 1 квадратный километр (для сравнения, в среднем по Чехии — 132,33 жителей на 1 квадратный километр).

## Главные города
- Брно
- Бланско
- Бржецлав
- Годонин
- Вишков
- Зноймо

## Административное деление
Край делится на 7 районов:
| Район         | Площадь, км² | Население, чел. (2011) | Количество населенных пунктов |
| ------------- | ------------ | ---------------------- | ----------------------------- |
| Бланско       | 863          | 105 708                | 116                           |
| Брно-город    | 230          | 385 913                | 1                             |
| Брно-пригород | 1499         | 206 300                | 187                           |
| Бржецлав      | 1038         | 112 828                | 63                            |
| Вишков        | 876          | 88 154                 | 80                            |
| Годонин       | 1099         | 153 225                | 82                            |
| Зноймо        | 1591         | 111 380                | 144                           |

## Экономика и транспорт
Наибольшую роль в экономике играет машиностроительная промышленность. Центром машиностроения является Брно. Другой важной областью машиностроения является Бланско (ЧКД Бланско Холдинг, Метро), Куржим (TOS Kuřim), Босковице (Minerva, Novibra) или Брецлав (OTIS Escalators).  Пищевая промышленность располагается в основном на юге и востоке региона (Брно, Зноймо, Брецлав, Микулов).
Сельское хозяйство имеет в Южно-Моравском крае давние традиции. На 60 % площади региона выращивается зерно, сахарная свекла, виноград и фрукты. Валовый национальный продукт региона является вторым по величине в Чехии. При этом наибольшую долю в экономике имеют перерабатывающая промышленность и сельское хозяйство.
Международное экономическое сотрудничество развивается в еврорегионе Поморави, включающем Вайнфиртель, Южную Моравию и Западную Словакию.
Административный центр края — город Брно является также важным центром торговли, в котором проводятся крупные ярмарки. Ежегодно в городе проводится примерно 50 различных отраслевых ярмарок. Город также является научным центром, в нём расположен ряд научных учреждений и научно-исследовательских институтов.
Брно — важный железнодорожный узел, расположенный на пересечении железнодорожных магистралей, связывающих Прагу, Вену, Братиславу, Силезию и Краков.
Город Брно также связан автомагистралями с Прагой и Братиславой (и далее — с Веной).
Международный аэропорт Брно-Туржаны расположен недалеко от столицы региона.
В Брно расположено 6 высших учебных заведений, в которых обучается пятая часть всех студентов Чехии.

## Туризм
Южноморавский край привлекает туристов как исторической архитектурой, так и природными достопримечательностями. На севере региона расположены горы с многочисленными пещерами и самым глубоким ущельем Чехии Мацоха глубиной 138 метров. На юге — множество прудов, где разводят водоплавающую птицу, к которым примыкает территория биосферного заповедника Палава (чеш. Pálava) и культурные ландшафты парковых комплексов Леднице-Валтице (чеш. Lednicko-valtický areál).
На водохранилище Нове Млини (Nové Mlýny) развиваются водные виды спорта. В Йевишовице (Jevišovice) находится старейшее водохранилище в Моравии (1897), в посёлке Слуп (Slup) сохранилась старинная мельница XVI века. В городке Иванчице (Ivančice) ежегодно проводится праздник спаржи.
Реставрируемый еврейский квартал в городе Тршебич и парковый комплекс Леднице-Валтице в окрестностях города Бржецлав включены в список всемирного наследия ЮНЕСКО.

## Археология
Переход от среднего к верхнему палеолиту на среднем Дунае характеризуется наличием двух переходных технокомплексов — богунице и селет, а также ранним появлением ориньяка. Богуницкие стоянки (Богунице, Странска Скала; Лишень, Подоли, Тварожна) в основном концентрируются в районе города Брно. В этом регионе у богуницкой индустрии отсутствует местный предшественник и она выглядит как привнесённая. Термин «богунице» происходит от названия западного пригорода Брно, где впервые была открыта эта индустрия, характеризующаяся использованием технологии, описанной как комбинация среднепалеолитической техники леваллуа и верхнепалеолитического метода расщепления нуклеуса с выделенным ребром. В более крупном масштабе богунице вписывается в комплекс сходных индустрий, названный эмиранско-богуницким. Эти индустрии представлены на Ближнем Востоке (Бокер-Тахтит в Израиле, Кзар-Акил в Ливане, Ючагизли в Турции), на Балканах (Темната), на Украине (Куличивка), на Алтае (Кара-Бом) и в Северном Китае (Шуйдунгоу).
Культура моравской расписной керамики эпохи неолита (круг культур Лендьель) была распространена в Центральной Европе в 5-м и 4-м тысячелетиях до нашей эры.